# Форчоло
Форчоло (фр. Forciolo, корс. Furciolu) — коммуна во Франции, находится в регионе Корсика. Департамент коммуны — Южная Корсика. Входит в состав кантона Тараво-Орнано. Округ коммуны — Аяччо.
Код INSEE коммуны — 2A117.

## Население
Население коммуны на 2008 год составляло 76 человек.
| 1962 | 1968 | 1975 | 1982 | 1990 | 1999 | 2008 |
| ---- | ---- | ---- | ---- | ---- | ---- | ---- |
| 124  | 132  | 106  | 75   | 56   | 69   | 76   |

## Экономика
В 2007 году среди 43 человек в трудоспособном возрасте (15—64 лет) 28 были экономически активными, 15 — неактивными (показатель активности — 65,1 %, в 1999 году было 45,0 %). Из 28 активных работало 27 человек (15 мужчин и 12 женщин), безработной была 1 женщина. Среди 15 неактивных 6 человек были учениками или студентами, 3 — пенсионерами, 6 были неактивными по другим причинам.